# I, Robot (jeu vidéo)
Pour les articles homonymes, voir I, Robot.
I, Robot est un jeu vidéo développé par la société américaine Atari Inc., sorti en 1983 sur borne d'arcade. Le jeu a été conçu et programmé par Dave Theurer, l'auteur de Missile Command et Tempest, et Dave Sherman a conçu le système d'arcade.
I, Robot est un des joyaux méconnus de l'âge d'or du jeu d'arcade. C'est un jeu d'action abstrait et difficile, au gameplay unique et sophistiqué pour l'époque, et le pionnier de la représentation en 3D polygonale dans le jeu vidéo commercial. Le logiciel présente des mécaniques de jeu variées, qui combinent des ingrédients du jeu de labyrinthe, de plates-formes, de réflexion et de tir, et introduit un système de caméra interactif.
Le joueur incarne Interface Robot (#1984), un robot malheureux qui se rebelle contre le pouvoir totalitaire de Big Brother et ses Evil Eyes. Dans son monde, chaque parcelle de terrain est surveillée par un Œil géant qui se charge d'exécuter la Loi, simple et implacable : interdiction de sauter, sous peine d'être foudroyé sur le champ. Le robot doit parcourir et recolorer une structure labyrinthique en trois dimensions dans le but de détruire l'Œil malveillant. Il profite des clignements de l'Œil pour enfreindre la Loi et sauter de plate-forme en plate-forme. Il se fraye un chemin dans les dédales dynamiques, évite les pièges et les projectiles, et se débarrasse des ennemis avec son arme laser. Après avoir détruit l'Œil, le robot se jette dans le vide spatial pour une séquence de shoot 'em up qui l'emmène jusqu'à une nouvelle structure.
En dépit de ses qualités conceptuelles et visuelles, le jeu fut un échec commercial avec seulement quelques centaines d'unités produites, sans doute trop complexe et trop en avance sur son temps pour le public de l'époque. La critique a depuis réhabilité ce titre méconnu mais influent de l'histoire du jeu vidéo. I, Robot n'a jamais été adapté sur systèmes familiaux mais il est désormais accessible à une large audience grâce à l'émulation.

## Système de jeu
Chaque niveau est divisé en une section terrestre et une section spatiale. Dans la section terrestre, l'aire de jeu forme un réseau de plates-formes plus ou moins éparses et alambiquées, suspendues au-milieu du vide, avec, sur la dernière plate-forme au fond de la scène, une pyramide protégée par un bouclier et surplombée par un Œil géant. Le joueur contrôle le robot qui se déplace en survolant le sol et en sautant de plate-forme en plate-forme. Le but du jeu est de survoler tous les blocs de couleur rouge du niveau pour désactiver le bouclier et détruire l'Œil.

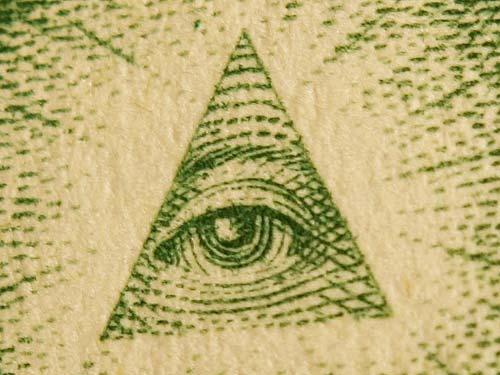
Le symbole de l' « œil omniscient ».

Le personnage peut sauter d'une plate-forme à une autre dans les quatre directions cardinales, quelle que soit la distance qui les sépare (le saut est semi-automatisé et il est impossible de tomber dans le vide). Le robot ne doit jamais sauter au moment où l'Œil « regarde » sous peine d'être instantanément foudroyé par son regard. L'Œil s'ouvre et se ferme à un rythme régulier, de une à sept secondes selon le niveau (sa pupille prend une couleur rouge lorsqu'il « voit »). D'autres difficultés s'ajoutent de cette règle implacable : des obstacles à contourner, des ennemis et des projectiles à éviter ou à détruire, et un temps limite à respecter. Le robot possède une arme à tir laser, qui peut détruire certains ennemis et certains murs : il ne peut tirer que dans une seule direction, vers le fond de la scène. Le temps limite pour terminer le niveau est généralement de moins d'une minute. Tous les trois niveaux, le robot et l'Œil se retrouve à l'intérieur de la pyramide. L'objectif est de rejoindre l'Œil au fond du dédale avant d'être rattrapé par une scie circulaire qui découpe le niveau à rebours.
Certains niveaux prennent la forme de casse-tête. Leur architecture labyrinthique est dynamique : lorsque le robot saute d'une plate-forme à une autre, une nouvelle plate-forme apparaît pour unifier la structure, ce qui permet de revenir au point initial sans avoir à sauter et offre de nouvelles possibilités de sauts vers d'autres plates-formes. A contrario, le robot ne peut sauter que sur la plate-forme la plus proche dans une direction donnée et générer inconsidérément de nouvelles plates-formes peut ralentir et compliquer la progression. Le chemin le plus rapide n'est pas toujours le plus évident. 
Le jeu propose un système de caméra interactif, avec douze angles de vue modifiables en temps réel, de la vue rapprochée derrière le personnage à la vue d'ensemble en plongée. La fonction permet de mieux appréhender l'architecture des niveaux et de repérer les blocs rouge derrière des obstacles. Elle est indispensable pour éviter le Viewer Killer (« tueur de spectateur »), un projectile qui cible non pas le personnage mais le joueur derrière l'écran, autrement dit la caméra. Le système d'attribution des points prend en compte le type d'angle de vue utilisé.
Après avoir détruit l'Œil, le robot se jette dans le vide et le jeu s'enchaîne sur la section spatiale. La séquence se déroule à la manière d'un rail shooter :  le robot progresse dans l'espace au milieu d'obstacles variés qu'il doit détruire ou éviter. Tous les quatre niveaux, le personnage est confronté à Spiking Head, une tête humanoïde gigantesque qui crache des projectiles. À la fin de la séquence, le robot rejoint une nouvelle structure et doit être guidé jusqu'à la zone d'atterrissage, plus ou moins étroite.
Le jeu contient 99 niveaux au total, constitués d'une série de 26 niveaux qui reviennent en boucle avec des mécaniques additionnelles, un rythme de clignement plus rapide et des couleurs différentes. À l'entrée des 1er et 3e niveaux, le personnage peut accéder à un téléporteur qui permet de se rendre directement dans un des niveaux précédemment atteints dans la session en cours. Le personnage se contrôle au joystick analogique avec un bouton pour faire feu et les deux boutons start pour modifier l'angle de vue. Le jeu présente un tutoriel durant le mode attraction et intègre un mode de jeu récréatif, appelé Doodle City, qui permet de visualiser et manipuler les formes 3D du jeu et de dessiner avec.

### Système de points
Le système de points est assez élaboré. Dans la section terrestre, le joueur marque des points en fonction du temps réalisé et du nombre d'ennemis tués. Il obtient des points bonus en améliorant ou égalant le temps de référence du niveau et en ramassant tous les joyaux dans la pyramide. Les ennemis rapportent plus ou moins de points selon la distance à laquelle ils sont tués et selon le type de perspective utilisé : plus le point de vue est proche du personnage, plus les points rétribués sont importants (de x0.5 à x2). Dans la section spatiale, le joueur engrange des points bonus s'il bat ou égal le score de référence du niveau et s'il parvient à viser tous les tétraèdres. Il glane une vie supplémentaire tous les 20000 points et s'il tire sur les sept signes du mot I,ROBOT durant la vague spatiale.

### Mécanismes et ennemis

Un dodécaèdre, solide polyédrique rencontré dans ce jeu vidéo de 1983.

Les oiseaux sont les premiers ennemis rencontrés dans la section terrestre. Ils survolent le niveau depuis le fond de la scène, constituant un danger lors des sauts. À partir du 12e niveau, ils larguent des projectiles qui longent la structure en profondeur puis en largeur en direction du personnage. Les balles de plage et les anneaux géants sont des projectiles indestructibles qui traversent le niveau en cycle. Les requins se déplacent par trois en alternance sur six plates-formes latérales parallèles. Les étoiles sont des modules traqueurs qui adoptent une trajectoire circulaire autour du personnage en se rapprochant progressivement. Le ballon de football est un projectile lancé à un rythme soutenu depuis la pyramide sur le personnage. Le Viewer Killer est un projectile lancé depuis la pyramide sur le joueur (la caméra) : il oblige à modifier l'angle de vue. La scie circulaire se déplace dans les quatre directions en découpant les plates-formes. Les pyramides miniatures sont des pièges mobiles indestructibles (à moins d'y laisser une vie) qui vont et viennent sur une longueur de plate-forme.
Les polygones sont les formes les plus communes de la section spatiale : ce sont des obstacles inertes qui nécessitent sept impacts pour être détruits. Les tankers et les porcs-épics sont des projectiles qui s'activent seulement après avoir été touché par un tir : ils doivent alors  obligatoirement être détruit car ils sont capables de prendre le personnage à revers. Les tétraèdres sont des corps inertes jusqu'au 10e niveau; ils deviennent actifs ensuite, mais seulement une fois le personnage passé à leur hauteur, agissant à revers : s'ils ne sont pas détruits de face avec le tir laser, il est possible de les éliminer indirectement en slalomant entre les polygones pour les faire s'écraser contre. La soucoupe volante apparaît lorsque le joueur tente de s'éloigner du chemin central : elle peut être détruite en l'attirant jusqu'à un polygone. La Spiking Head est une tête gigantesque qui crache des piques à un rythme soutenu : tous doivent impérativement être détruits. Il est possible de viser la tête de manière à la retourner et à l'empêcher de tirer.
Les plates-formes de couleur bleu et rouge sont les plates-formes praticables par le robot. Les plates-formes de couleurs verte forment des obstacles fixes infranchissables et peuvent dissimuler des blocs rouges : elles peuvent être détruites par les ballons de football. Les colonnes jaunes sont des obstacles mobiles. Les murs de couleurs bleu foncé sont des obstacles destructibles avec le tir laser.

## Développement
Dave Theurer a conçu et programmé I, Robot avec le support de Russel Dawe et Cris Drobny. Le développement a pris plus de deux ans. À l'origine, le projet porte le nom de Ice Castles (« châteaux de glace »). Le titre est une référence à l'ouvrage de science-fiction I, Robot de Isaac Asimov et le script s'inspire aussi du roman 1984 de George Orwell.
Dave Sherman a conçu le système d'arcade, qui est dérivé d'un projet de jeu de course en 3D, vœu pieux des ingénieurs d'Atari depuis la fin des années 1970. I, Robot lui a fait place lorsqu'il est devenu évident que le système ne serait pas suffisamment puissant pour générer un véritable environnement de conduite immersif (il sera seulement concrétisé cinq ans plus tard avec Hard Drivin'). Le système embarque un processeur central Motorola 6809 cadencé 1,5 MHz et un « processeur mathématique » personnalisé construit autour de quatre puces AMD Am2901. La borne d'arcade présente un look futuriste, similaire à celui de Firefox et Major Havoc. Elle est équipée d'un joystick analogique à effet Hall, ce qui est une première pour un jeu Atari.
I, Robot est le premier jeu d'arcade à affichage matriciel à proposer un rendu en 3D polygonale, en opposition aux jeux vectoriels en 3D fil de fer rencontrés dans certains jeux contemporains comme Battlezone (1980) ou Star Wars (1983). Les modèles 3D sont solides (leur surface est pleine) et présentent un rendu à ombrage plat. Il faudra encore plusieurs années pour que la 3D se répande dans le jeu vidéo, et plus d'une décennie pour qu'elle soit adoptée comme standard par l'industrie. Le robot humanoïde Interface Robot (#1984), du haut de ses cinquante polygones, est l'ancêtre d'Edward Carnby de Alone in the Dark, des combattants de Virtua Fighter ou de Lara Croft.

## Accueil
I, Robot a été un échec commercial, avec seulement quelques centaines d'unités vendues. Même si le jeu a eu ses fans en 1983, peu de personnes ont eu l'occasion d'y jouer; il n'a jamais été adapté sur systèmes familiaux. La critique a depuis réhabilité I, Robot, qui est désormais révéré pour son innovation technique et son gameplay stimulant. En avance sur son temps, le jeu témoigne des grands jours de la société Atari Inc..
I, Robot opère une révolution technologique par le passage de la 2D à la 3D mais il procède également d'un changement de paradigme dans le game design,. Il est le premier jeu vidéo commercial à matriciel à proposer des polygones surfaces pleines et des graphismes générés en trois dimensions, deux directions que prendront la plupart des jeux vidéo dans les années 1990. Le jeu de Dave Theurer intègre un système de caméra qui autorise le joueur à modifier l'angle de vue : une fonctionnalité innovante qui répond à l'un des gros problèmes posés par le jeu vidéo en 3D. Dans l'ouvrage Handbook of Computer Animation de John Vince, le jeu est décrit comme « un vrai classique en termes de combinaison de réflexes, de précision de synchronisation, de pensée spatiale et de rapidité de prise de décision ». En 2008, le chroniqueur John Harris estime que les phases de plates-formes « tiennent en respect » et offrent une « variété considérable » pour un jeu si ancien, même si les personnes ont tendance à n'en retenir que l'aspect technique.
Le nombre d'unités produites est estimé entre 1000 et 1500. Le destin des machines est assez flou et peu sont répertoriées. Atari a vraisemblablement vendu un peu plus de 750 unités aux États-Unis et en a exporté 500 autres au Japon. La légende raconte que ces 500 unités envoyées en bateau ont été larguées dans l'océan Pacifique à la demande d'Atari. I, Robot est par conséquent une rareté pour les collectionneurs : c'est l'un des jeux d'arcade de l'ère classique les mieux cotés. Dans les années 2000, les machines fonctionnelles peuvent se négocier bien au-delà de 1 000 $,. Il peut sinon être découvert grâce à des émulateurs comme MAME.
Les analyses de cet échec font ressortir différents facteurs. Les graphismes en trois dimensions sont considérés trop nouveaux et trop déconcertants pour le joueur de 1983. Le contraste avec les canons 2D de l'époque est saisissant. Le jeu de Dave Theurer demande au joueur de s'approprier la perspective, d'investir un avatar et d'interagir avec le monde virtuel en trois dimensions, là où les jeux vectoriels en 3D à succès de l'époque reposent surtout sur le caractère immersif de la perspective 3D, sur la perception d'un monde 3D. I, Robot est par ailleurs un jeu « abstrait et bizarre », au gameplay qui n'est pas immédiatement identifiable,. Le mode Doodle City, complètement atypique, est aussi crédité pour avoir contribué à la confusion chez le joueur.
I, Robot a probablement souffert d'être commercialisé peu après du krach du jeu vidéo de 1983 aux États-Unis,. « Le marché était dans un de ses cycles qui est toujours difficile pour l'innovation. » estime Rusty Dawe. En 1983, les revenus de l'industrie de l'arcade sont en chute libre : plus de 2 000 des 10 000 salles du pays mettent la clé sous la porte. Les opérateurs se trouvent moins disposées à investir dans de nouveaux jeux, en particulier quand leur design est radical. Le jeu a de plus présenté un taux de défaillance très élevé du matériel, ce qui l'a vite rendu impopulaire. Ces deux éléments combinés allaient garantir que peu de personnes pourraient s'essayer au jeu.
Cette crise amorce la fin de l'âge d'or des jeux d'arcade, une ère pendant laquelle la popularité et les innovations des jeux d'arcade étaient à leur apogée. À la fin des années 1980, le marché de l'arcade se détourne de l'expérimentation et se polarise sur quelques genres. L'échec du jeu a eu pour conséquence de décourager l'expérimentation dans la 3D dans les années à venir. Atari attendra cinq ans avant de ressortir un jeu en 3D polygonale.
Le jeu est l'une des entrées de l'ouvrage Les 1001 jeux vidéo auxquels il faut avoir joué dans sa vie.